# Yohei Nishibe
Yohei Nishibe (født 1. december 1980) er en japansk fodboldspiller, som spiller for den japanske fodboldklub Shimizu S-Pulse.